# Dürnau (Biberach)
Pour les articles homonymes, voir Dürnau.
Dürnau est une commune de Bade-Wurtemberg (Allemagne), située dans l'arrondissement de Biberach, dans la région Donau-Iller, dans le district de Tübingen.